# Форначе
Форна̀че (на италиански: Fornace, на местен диалект: Fornas, Форнас) е село и община в Северна Италия, автономна провинция Тренто, автономен регион Трентино-Южен Тирол. Разположено е на 740 m надморска височина. Населението на общината е 1336 души (към 2018 г.).